# Гениатулин, Равиль Фаритович
Рави́ль Фари́тович Гениату́лин (тат. Равил Фәрит улы Гыйниятуллин; род. 20 декабря 1955, Чита) — российский государственный деятель, Глава администрации Читинской области с 1 февраля 1996 года до 5 февраля 2008 года и губернатор Забайкальского края с 5 февраля 2008 года по 1 марта 2013 года.

## Биография
Родился в семье рабочего. Работал в течение года слесарем в Читинском таксопарке (1973—74 гг.). С 1974 по 1976 годы служил в Советской Армии в Забайкальском военном округе. В 1980 году окончил историко-филологический факультет Читинского педагогического института имени Н. Г. Чернышевского.
Преподаватель кафедры всеобщей истории, секретарь комитета ВЛКСМ Читинского педагогического института имени Н. Г. Чернышевского (1980—82 гг.), затем на комсомольской и партийной работе: первый секретарь Читинского горкома ВЛКСМ (1982—85 гг.), инструктор горкома КПСС (1985—87 гг.), заместитель председателя Читинского горисполкома (1987—90 гг.), первый секретарь Читинского горкома КП РСФСР (1990—91 гг.). В ноябре 1991 года избран председателем Читинского горисполкома.
Указами Президента Российской Федерации назначен главой администрации Читы (24 декабря 1991 года) и главой администрации Читинской области (1 февраля 1996 года). Впоследствии трижды (27 октября 1996 года, 29 октября 2000 года второй срок и 14 марта 2004 года третий срок) избирался главой администрации Читинской области. Член Совета Федерации Федерального Собрания Российской Федерации, член Государственного совета Российской Федерации.
С 13 марта по 27 сентября 2002 — член президиума Государственного совета Российской Федерации.
В июне 2002 года за развитие межрегиональных связей удостоен премии Российской академии бизнеса и предпринимательства «Бизнес-Олимп-Экспо». Реализовал ряд важных экономических и социальных программ, уделяет большое внимание развитию культуры и спорта.
29 января 2008 года, по инициативе Президента Российской Федерации Владимира Путина выдвигается в качестве кандидата на должность губернатора Забайкальского края после объединения Читинской области с Агинско-Бурятским автономным округом. 5 февраля 2008 года депутаты законодательных собраний обоих субъектов федерации утвердили Равиля Гениатулина губернатором.
Член Совета глав субъектов Российской Федерации при МИД России (2003 г.). Главный редактор «Энциклопедии Забайкалья».

## Деятельность
В декабре 1995 года обратился в областной арбитражный суд с иском на областную Думу о признании недействительным закона Читинской области «Об областном бюджете на 1995 год» в части нормативных отчислений от налогов по бюджету г. Читы и взыскании ущерба, причиненного бюджету г. Читы. Суд признал недействительным закон области о бюджете на 1995 г., однако в требовании компенсации городу отказал.
В октябре 1996 года выступил с призывом к предпринимателям, банкирам и всем деловым людям области оказать помощь особо нуждающимся пенсионерам, многодетным семьям, инвалидам и другим малообеспеченным категориям граждан. В его обращении прямо заявлялось о бессилии местной власти в настоящее время погасить большую задолженность по выплатам пенсий, пособий, зарплаты работникам бюджетной сферы.
Тогда же совместно с председателем областной Думы В. Е. Вишняковым отправил на имя Президента и Председателя Правительства Российской Федерации письмо, в котором сообщалось, что три четверти населения области находятся за чертой бедности, соотношение реального среднедушевого дохода к прожиточному минимуму составляет меньше единицы, а бюджетная обеспеченность жителей области в 10 раз ниже, чем в Москве. Большую роль в бедственном положении дотационного региона сыграло несправедливое исчисление трансферта. В расчете на душу населения сумма трансферта, направляемая в область, в несколько раз меньше средств, получаемых соседними регионами — Республиками Бурятия и Саха (Якутия), Амурской областью и др. По мнению авторов письма, структура промышленности области с преобладанием горнодобывающей отрасли и сельского хозяйства, где кризисные явления наиболее ярко выражены, не позволяет в короткие сроки вывести регион из сложного положения своими силами. Для этого требуется долгая и кропотливая работа и поддержка федерального руководства. В качестве первого шага было предложено признать безвозвратной выделенную области в 1996 году ссуду на погашение задолженности по зарплате и отпускным работникам просвещения и других отраслей бюджетной сферы в размере 231 млрд руб. Кроме того, была высказана просьба о возобновлении планового и своевременного перечисления трансфертов из федерального бюджета.
Считал необходимым принять постановление Правительства РФ о развитии горнодобывающей отрасли Читинской области, о будущем урановой промышленности и Приаргунского горно-химического объединения.
В октябре 1996 года выступил с резкой критикой указания Министерства путей сообщения «О рабочих группах по реорганизации железных дорог», в котором провозглашалось укрупнение железных дорог, переход их на безотделенческую структуру управления. Согласно этому документу, в 1997 года должна быть ликвидирована Забайкальская железная дорога, управление которой расположено в Чите. Назвал это решение «грубым произволом московских чиновников, пагубным и вредным экспериментом над экономикой и хозяйственной жизнью Забайкалья». Объявил о создании общественного комитета по спасению Забайкальской железной дороги, который возглавил лично. Заявил, что данная реорганизация, безусловно, пагубно скажется на местном бюджете и на внебюджетных фондах, поскольку налоги и другие отчисления от деятельности железной дороги в случае реформирования большей частью будут поступать в бюджеты Иркутской области и Хабаровского края. Высказывал мнение, что в настоящее время Забайкальская железная дорога — основной налогоплательщик, самое крупное предприятие, чьи финансовые потоки формируют областной и местные бюджеты, а также Пенсионный и другие фонды. Потеря такого крупного налогоплательщика будет невосполнимой и катастрофически скажется на финансовом состоянии области. Кроме того, обратился с посланием к председателю Правительства Российской Федерации, в котором подчеркнул, что ликвидация управления Забайкальской железной дороги дезорганизует всю систему управления и жизнедеятельности на железной дороге, значительно ослабит безопасность движения, что приведет не только к деградации Транссиба, но и всей экономики Забайкалья.
1 марта 2013 года закончил работу в качестве губернатора Забайкальского края.

## Награды и звания
- Орден «За заслуги перед Отечеством» IV степени (19 марта 2013 года) — за заслуги перед государством и многолетнюю добросовестную работу[6].
- Орден «За военные заслуги» (24 октября 2005 года) — за большой вклад в обеспечение обороноспособности Российской Федерации[7].
- Почётная грамота правительства Российской Федерации (20 декабря 2005 года) — за большой личный вклад в социально-экономическое развитие Читинской области и многолетний добросовестный труд[8].
- Премия Правительства Российской Федерации в области культуры и искусства (2012)[9].
- Почётный гражданин Забайкальского края (2018)[10].
- Памятная медаль «200 лет Агинскому дацану» (2011) — за усердие в укреплении буддизма[11].